# Alan Pinontoan
Alan Pinontoan es un deportista neerlandés que compitió en taekwondo. Ganó una medalla de oro en el Campeonato Europeo de Taekwondo de 1996, en la categoría de +83 kg.

## Palmarés internacional
| Campeonato Europeo | Campeonato Europeo   | Campeonato Europeo | Campeonato Europeo |
| Año                | Lugar                | Medalla            | Categoría          |
| ------------------ | -------------------- | ------------------ | ------------------ |
| 1996               | Helsinki (Finlandia) | Medalla de oro     | +83 kg             |